# Noélie Cécile Tiendrébéogo
Noellie Cécile Tiendrébéogo, née en 1972 à Bobo-Dioulasso dans le quartier Kôkô, est une femme du secteur bancaire au Burkina Faso. Elle est la directrice générale de Ecobank. Elle est la première femme à occuper ce  poste de directrice générale de Banque au Burkina Faso.

## Biographie

### Enfance & études
Noélie Cécile Tiendrébego est née Djandjinou. Elle est la cinquième d’une fratrie de sept enfants, d’un père styliste et d’une mère commerçante. Elle est mariée et mère de deux enfants. Elle est d’origine béninoise et burkinabè de nationalité. Elle fait ses études primaires à l’école "Nouvelle" de Bobo-Dioulasso avant le rejoindre le collège Sainte-Marie de Tounouma, puis le collège Tounouma Garçon. Elle obtient son Bac en 1991. Elle poursuit ses études supérieures à l’Université de Ouagadougou pour obtenir une Maitrise en gestion des entreprises et un diplôme d’études supérieures spécialisé en Finance-Comptabilité et Contrôle de gestion. 

### Carrière professionnelle
Noëllie est la première femme directrice de Banque au Burkina, avec Ecobank. Elle commence sa carrière professionnelle à l'internationale en 1997 à technisem West-Africa; une société française spécialisée dans les semences agricoles, basée à Dakar, au Sénégal. C'est en 1998 qu'elle fait son entrée dans le secteur bancaire à travers la Société Générale du Burkina Faso. Après 8 ans en tant que chargée de compte, elle intègre Ecobank en 2006 où elle occupe plusieurs postes. De chargée de ressources et emplois, elle a été cheffe de division PME/PMI et cheffe de division des sociétés multinationales et régionales, puis administratrice et directrice corporate bank. De 2019 à 2021, elle a été directrice générale à la banque UBA,,. En 2021, elle retourne à Ecobank Burkina et occupe le poste de directrice générale,,. Noëllie Tiendrébéogo est la huitième personne et la toute première femme à porter ce titre depuis la création de cette banque en 1997. 

## Engagement social
Noëllie est membre fondatrice de l'association "les violettes" pour l'entraide à la petite enfance défavorisée et de l'association burkinbii-solidarité et partage. Elle est également la trésorière de l'association des femmes résidentes de la zone C de Ouaga 2000.

## Distinctions
Elle a été classée dans les top 50 africains des meilleurs dirigeants de banques en 2021, par Reputation Poll International.